# Oxymoron (groupe)
Oxymoron, est un groupe de punk rock allemand dont les membres sont originaires d'Erlangen et vivent maintenant à Berlin. Leur musique rappelle les groupes street punk et Oi! des années 1980.

## Biographie

### Débuts (1989-1992)
Le groupe a été fondé  à l'automne 1989 par Sucker (chant) et son cousin Björn (batterie), avec deux amis, Martin (guitare) et Filzlaus (basse) dans un groupe rebaptisé Oxymoron en 1992 .

### Premiers singles (1993-1994)
En 1993, le premier single Beware, Poisonous! enregistré et initialement publié indépendamment au début de 1994 ; en octobre 1994, le 7 "est sorti par Helen of Oi! Records en Angleterre.

### Premier album (1995-1996)
Après que Filzlaus ait quitté le groupe, Helen of Oi! Records a sorti le LP Fuck the Nineties ... Here Our Noize en mai 1995 . Avec le nouveau bassiste Arne Oxymoron a pris les concerts communs du groupe de street punk anglais Braindance , le split 7 " Mohican Melodies , sorti en septembre 1995 sur Knock Out Records . La même maison de disques a publié en 1997 et 1998 des morceaux plus anciens de bande après en mars 1996 L'EP Crisis Identity est sorti par Arnes Rough Beat Records et le groupe a donné des concerts pour la première fois aux États-Unis.

### Deuxième album (1997)
Le deuxième album The Pack Is Back , sorti en avril 1997, a de nouveau été produit par Knock Out Records. Oxymoron donne ensuite des concerts en Europe et au Japon.
1998 étaient Cock Sparrer - Cover A.U. pour le 7 " A Tribute to Cock Sparrer , nouvel enregistrement de Weirdoz pour le split EP Irish Stout vs. German Lager avec les Dropkick Murphys et le LP Westworld (Knock Out Records, distribué aux USA par Cyclone Records ); Arne avait enregistré entre-temps a quitté le groupe et a été remplacé par Chrissi.
Après de nombreux concerts (y compris aux États-Unis) en 1999, le CD Best before 2000 est à nouveau sorti sur Knock Out Records , une compilation de tous les singles déjà publiés et des contributions inédites de sampler .

### Dernier album (2001)
Feed the Breed est sorti en 2001 et des concerts ont de nouveau été joués aux États-Unis et en Europe.
Maddin a été brièvement remplacé par Martin "Abfall" Maruncak de Berlin, qui n'a pas pu supporter le stress de la tournée américaine et a littéralement préféré quitter le groupe environ une semaine avant la fin de la tournée. Il a été remplacé pendant la tournée par Davey, le chauffeur / directeur de la tournée du groupe. Il était également sur la dernière tournée du groupe à travers l'Europe en 2002. Depuis, le projet est suspendu.
Knock Out Records a également sorti un double LP de Bonecrúsher et Oxymoron en 2007, qui, en plus de quelques chansons d'Oxymoron inédites, contient également trois morceaux live d'un concert à Hambourg en 1998. De plus, les chansons Run from Reality et I'm Genuine sont utilisées comme musique de fond dans le film de la saison 2005/2006 d'Ultras Nürnberg - Gate 8 .

### Hiatus (2002 à 2006)
Sans annoncer une rupture officielle, Oxymoron est en pause indéfinie depuis 2002, quand Oxymoron a annoncé: "Dans un proche avenir, vous n'entendrez pas grand-chose de notre part. Oxymoron fera une pause pendant un moment! Nous vous le ferons savoir. qu'est-ce qui se passe ici, mais avant tout, nous [devons] certainement prendre un peu de temps avec le groupe. " En 2005, ils ont rapporté que «le groupe est toujours sur la glace». 2006 a vu la sortie d'un nouveau matériel dans le split EP Noize Overdose avec Bonecrusher. L'EP contenait des morceaux inédits, ainsi que des images en direct d'un concert de 1999 à Hambourg, en Allemagne. 2006 a également marqué la sortie du premier album du projet solo de Sucker, Bad Co. Project, intitulé Sucker Stories .

### Projet solo de Sucker (depuis 2007)
En 2007, le chanteur Sucker a sorti l'album solo Sucker Stories sous le nom de BAD CO. Project , qui fait suite stylistiquement au dernier CD d'Oxymoron et contient également des chansons qui ont été initialement écrites pour ce groupe. Sous ce nom, il a fondé un groupe avec de nouvelles personnes en 2008, qui a sorti l'album Mission Mohawk début 2011 , qui peut être décrit comme l'héritage d'Oxymoron.

### Rupture (depuis 2014)
En 2014, Oxymoron s'est officiellement dissoute; leur site Web n'étant plus actif avec un message indiquant simplement: "Désolé les gars là-bas, Oxymoron n'existe plus - c'est à vous de garder l'esprit en vie!"

## Membres

### Membres actuels
- Sucker: Voix (1992-présent)
- Martin: Guitare (2002-présent)
- Björn: Batterie (1992-présent)
- Morpheus: Bass (1999-présent)

### Ancien membres
- Filzlaus: Basse (1992–1994)
- Martin: Guitare (1992-2001)
- Arne: Bass (1995–1998)
- Chrissy: Bass (tournée américaine 1996, 1998–1999)
- Chrissy: Guitare (2001)
- Membre inconnu: Guitar (joué pour une partie de la tournée américaine 2002)
- Davey: Guitare (2002)

## Discographie
Le groupe a publié plusieurs opus,,, dont

### Albums
- 1995: Fuck The Nineties: Here's Our Noize
- 1997: The Pack Is Back
- 1999: Westworld
- 1999: Best Before 2000
- 2001: Feed The Breed

### EPs
- 1994: Beware, Poisonous!
- 1996: Crisis Identity
- 2001: Savage Output

### Splits & compilations
- 1995: Mohican Melodies: split with Braindance
- 1996: Streetpunk Worldwide: split with The Discocks, Bottom Of The Barrel and Braindance
- 1998: A Tribute To Cock Sparrer: split with Dropkick Murphys, Shock Troops and Disgusteens
- 1998: Skins 'n' Pins: compilation
- 1998: Irish Stout vs. German Lager: split with Dropkick Murphys
- 2000: Worldwide Tribute To The Real Oi!: compilation
- 2001: Taisho vs. Oxymoron: split with Taisho
- 2006: Noize Overdose: split with Bonecrusher

### Projets solo
- 2006: "Sucker Stories": Bad Co. Project (Sucker's solo project)
- 2011: "Mission Mohawk": Bad Co. Project (Sucker's solo project)